# Massarina contraria
Massarina contraria är en svampart som först beskrevs av Hans Sydow, och fick sitt nu gällande namn av Arx & E. Müll. 1975. Massarina contraria ingår i släktet Massarina och familjen Massarinaceae.   Inga underarter finns listade i Catalogue of Life.